# جواهرفروشی (فیلم)
جواهرفروشی (انگلیسی: The Jeweller's Shop) که با نام‌های دیگری همچون فروشگاه طلا و جواهر (ایتالیایی: La bottega dell'orefice) و روبروی جواهر فروشی (لهستانی: Przed sklepem jubilera) هم شناخته می‌شود، یک فیلم درام به کارگردانی مایکل اندرسون است که در سال ۱۹۸۸ منتشر شد.

## بازیگران
| بازیگر           | نقش               |
| ---------------- | ----------------- |
| برت لنکستر       | جواهرفروش         |
| الیویا هاسی      | تیریس             |
| بن کراس          | استفان            |
| جو چمپا          | آنا               |
| آندرئا اوکیپینتی | آندره‌آ            |
| دانیل اولبریخسکی | آدام (پدر روحانی) |
| جاناتان کرامبی   | کریستف            |
| ملورا هاردین     | مونیکا            |
| پل مولر          | راننده            |
| فرانچسکا برینی   | لیلیان            |